# Sommer-Paralympics 2004/Teilnehmer (Kap Verde)
| stlisierte Goldmedaille | stlisierte Silbermedaille | stlisierte Bronzemedaille |
| ----------------------- | ------------------------- | ------------------------- |
| —                       | —                         | —                         |

Kap Verde entsandte drei Athleten zu den Sommer-Paralympics 2004 in Athen. Ein Medaillengewinn gelang ihnen dabei nicht. Fahnenträger war der Gewichtheber Paulo César Tavares.
Es war die erste Teilnahme des afrikanischen Inselstaats bei paralympischen Spielen.

## Teilnehmer nach Sportarten

### Leichtathletik
- Artimiza Sequeira (F42/46): Diskuswurf (13. Platz) und Kugelstoßen (15. Platz)
- Paulo César Correira (F44/46): Diskuswurf (12. Platz)

### Gewichtheben
- Paulo César Tavares: Klasse bis 82,5 Kilogramm (16. Platz)